# Mīlestības Saliņa
Mīlestības Saliņa (ryska: Остров Любви) är en ö i Lettland.   Den ligger i kommunen Riga, i den centrala delen av landet, 11 km norr om huvudstaden Riga.